# 巴利亚多利德-大坎普车站
巴利亚多利德-大坎普车站（西班牙語：Estación de Valladolid-Campo Grande）又被称为火车北站（estación del Norte）、是西班牙華亞度列的主要火車站，位于巴利亚多利德哥伦布广场和大坎普公园间。該站建於19世紀下半葉，一直是西班牙鐵路網的主要車站之一。由於其地理位置，多條鐵路線匯聚於此，客運和貨貿往來尤為重要，车站旁设有机务段:38:444。